# César-díjak 2000
A 25. César-átadási ceremóniára 2000. február 19-én került sor, Alain Delon elnökletével.
Pedro Almodóvar és az ő spanyol női, Karin Viard és rendezőnőinek tekintete, Josiane Balasko és Tonie Marshall diadalmenete. A Césarok jubileumi éjszakája tendenciózus volt: a nő és a többes szám jellemezte. Rövidfilmtől nagyjátékfilmig, vágótól a forgatókönyvig, szinte minden nagy díjat nő nyert meg.
Ráadásul a rendezvény erősen kontrasztos is volt, hasonlóan a levezető elnökhöz: egyik oldalon a poéntalan, elrontott viccekkel előhozakodó Delon, a másikon a dagályos, oktató stílusú Delon. A 2000. évi César-gálán éppen úgy szerepelt és lett díjazott közönségsikert aratott film, mint művészfilm, előtérbe helyezve a Patrice Leconte Lány a hídon és Luc Besson Jeanne d’Arc – Az orléans-i szűz című filmjeit ugyanúgy, mint Tonie Marshall alkotását, a Vénusz Szépségszalont. Általános csalódást keltett Jean Becker A lápvidék gyermekei című filmdrámája: az öt jelölésből egyet sem sikerült elnyernie. Meg kell jegyezni, hogy a legígéretesebb fiatal színésznő díját az akkor 23 éves Audrey Tautou kapta, aki első nagyjátékfilmjében nyújtott alakításával (addig csak tévéfilmekben szerepelt) kiugró sikert aratott és egy csapásra ismertté vált.
Az Alain Poiré filmrendezőnek emléket állító rendezvényen ez évben kivételesen négy tiszteletbeli Césart osztottak ki.

## Díjazottak
| Díjak                                      | Díjazottak és jelöltek |
| ------------------------------------------ | --- |

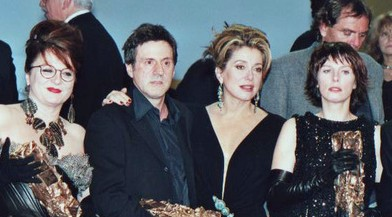
Josiane Balasko, Daniel Auteuil, Catherine Deneuve és Karin Viard a díjátadó gálán.

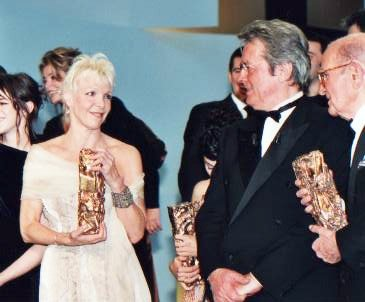
Tonie Marshall és Alain Delon

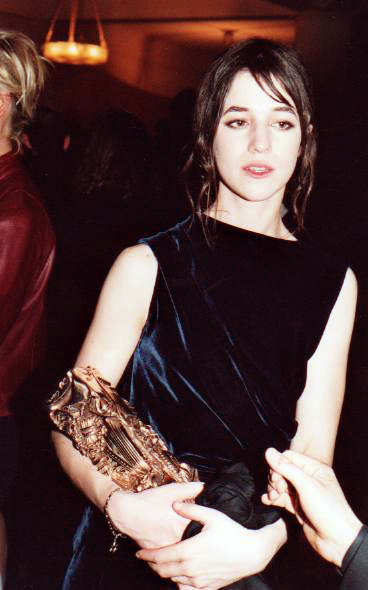
Charlotte Gainsbourg a Césarral.

| legjobb film                               | - Vénusz Szépségszalon (Vénus beauté (Institut)), rendezte: Tonie Marshall - A lápvidék gyermekei (Les enfants du marais), rendezte: Jean Becker - Jeanne d’Arc – Az orléans-i szűz (Joan of Arc), rendezte: Luc Besson - Kelet–Nyugat (Est-Ouest), rendezte: Régis Wargnier - Lány a hídon (La fille sur le pont), rendezte: Patrice Leconte                                                                       |
| legjobb rendező                            | - Tonie Marshall – Vénusz Szépségszalon (Vénus beauté (Institut)) - Jean Becker – A lápvidék gyermekei (Les enfants du marais) - Luc Besson – Jeanne d’Arc – Az orléans-i szűz (Joan of Arc) - Michel Deville – Sachs betegsége (La maladie de Sachs) - Patrice Leconte – Lány a hídon (La fille sur le pont) - Régis Wargnier – Kelet–Nyugat (Est-Ouest)                                                           |
| legjobb színésznő                          | - Karin Viard – Fel a fejjel! (Haut les cœurs !) - Nathalie Baye – Vénusz Szépségszalon (Vénus beauté (Institut)) - Sandrine Bonnaire – Kelet–Nyugat (Est-Ouest) - Catherine Frot – La dilettante - Vanessa Paradis – Lány a hídon (La fille sur le pont) |
| legjobb színész                            | - Daniel Auteuil – Lány a hídon (La fille sur le pont) - Jean-Pierre Bacri – Kennedy et moi - Albert Dupontel – Sachs betegsége (La maladie de Sachs) - Vincent Lindon – Az én szép kis vállalkozásom (Ma petite entreprise) - Philippe Torreton – Válságállapot (Ça commence aujourd’hui) |
| legjobb mellékszereplő színésznő           | - Charlotte Gainsbourg – Karácsonyi kavarodás (La bûche) - Catherine Mouchet – Az én szép kis vállalkozásom (Ma petite entreprise) - Bulle Ogier – Vénusz Szépségszalon (Vénus beauté (Institut)) - Line Renaud – Az anyósom (Belle-maman) - Mathilde Seigner – Vénusz Szépségszalon (Vénus beauté (Institut)) |
| legjobb mellékszereplő színész             | - François Berleand – Az én szép kis vállalkozásom (Ma petite entreprise) - Jacques Dufilho – C’est quoi la vie ? - André Dussollier – A lápvidék gyermekei (Les enfants du marais) - Claude Rich – Karácsonyi kavarodás (La bûche) - Roschdy Zem – Az én szép kis vállalkozásom (Ma petite entreprise) |
| legígéretesebb fiatal színésznő            | - Audrey Tautou – Vénusz Szépségszalon (Vénus beauté (Institut)) - Valentina Cervi – Rien sur Robert - Émilie Dequenne – Rosetta - Barbara Schulz – La dilettante - Sylvie Testud – Karnaval |
| legígéretesebb fiatal színész              | - Éric Caravaca – Cest quoi la vie ? - Clovis Cornillac – Karnaval - Romain Duris – Talán (Peut-être) - Laurent Lucas – Fel a fejjel! (Haut les cœurs !) - Robinson Stévenin – Rossz vállalat (Mauvaises fréquentations) |
| legjobb operatőr                           | - Éric Guichard – Himalája – Az élet sója (Himalaya, lenfance dun chef) - Thierry Arbogast – Jeanne d’Arc – Az orléans-i szűz (Joan of Arc) - Jean-Marie Dreujou – Lány a hídon (La fille sur le pont) |
| legjobb vágás                              | - Emmanuelle Castro – Voyages - Joëlle Hache – Lány a hídon (La fille sur le pont) - Sylvie Landra – Jeanne d’Arc – Az orléans-i szűz (Joan of Arc) |
| legjobb eredeti vagy adaptált forgatókönyv | - Tonie Marshall – Vénusz Szépségszalon (Vénus beauté (Institut)) - Michel Deville és Rosalinde Deville – Sachs betegsége (La maladie de Sachs) - Serge Frydman – Lány a hídon (La fille sur le pont) - Pierre Jolivet és Simon Michaël – Az én szép kis vállalkozásom (Ma petite entreprise) - Christopher Thompson és Danièle Thompson – Karácsonyi kavarodás (La bûche)                                          |
| legjobb filmzene                           | - Bruno Coulais – Himalája – Az élet sója (Himalaya, lenfance dun chef) - Pierre Bachelet – A lápvidék gyermekei (Les enfants du marais) - Patrick Doyle – Kelet–Nyugat (Est-Ouest) - Éric Serra – Jeanne d’Arc – Az orléans-i szűz (Joan of Arc) |
| legjobb hang                               | - Vincent Tulli, François Groult és Bruno Tarriere – Jeanne d’Arc – Az orléans-i szűz (Joan of Arc) - Dominique Hennequin, Paul Lainé – Lány a hídon (La fille sur le pont) - William Flageollet, Guillaume Sciama – A lápvidék gyermekei (Les enfants du marais) |
| legjobb díszlet                            | - Philippe Chiffre – Rembrandt - François Emmanuelli – Talán (Peut-être) - Jean Rabasse – Asterix és Obelix (Astérix et Obélix contre César) - Hugues Tissandier – Jeanne d’Arc – Az orléans-i szűz (Joan of Arc) |
| legjobb jelmez                             | - Catherine Leterrier – Jeanne d’Arc – Az orléans-i szűz (Joan of Arc) - Ève-Marie Arnault – Rembrandt - Gabriella Pescucci és Caroline de Vivaise – A megtalált idő (Le temps retrouvé) |
| legjobb fikciós elsőmű                     | - Voyages, rendezte: Emmanuel Finkiel - Fel a fejjel! (Haut les cœurs !), rendezte: Solveig Anspach - Feltörekvők (Les convoyeurs attendent), rendezte: Benoît Mariage - Karácsonyi kavarodás (La bûche), rendezte: Danièle Thompson - Karnaval, rendezte: Thomas Vincent |
| legjobb rövidfilm                          | - Sale bâtard, rendezte: Delphine Gleize - À lombre des grands baobabs, rendezte: Rémy Tamalet - Acide animé, rendezte: Guillaume Bréaud - Camping sauvage, rendezte: Abd-el-Kader Aoun, Giordano Gederlini - Rue Bleue, rendezte: Chad Chenouga |
| legjobb külföldi film                      | - Mindent anyámról (Todo sobre mi madre), rendezte: Pedro Almodóvar ( ESP, FRA) - Az őrület határán (The Thin Red Line), rendezte: Terrence Malick ( USA) - Szellemkutya (Ghost Dog: The Way of the Samurai), rendezte: Jim Jarmusch ( FRA, GER, USA, JPN) - A John Malkovich menet (Being John Malkovich), rendezte: Spike Jonze ( USA) - Tágra zárt szemek (Eyes Wide Shut), rendezte: Stanley Kubrick ( UK, USA) |
| tiszteletbeli César                        | - Josiane Balasko - Martin Scorsese - Jean-Pierre Léaud - Georges Cravenne |

## Többszörös jelölések és elismerések
A statisztikában a különdíjak nem lettek figyelembe véve.
| Jelölés | Díj | Magyar cím                       | Eredeti cím                 |
| ------- | --- | -------------------------------- | --------------------------- |
| 8       | 2   | Jeanne d’Arc – Az orléans-i szűz | Joan of Arc                 |
| 8       | 1   | Lány a hídon                     | La fille sur le pont        |
| 7       | 4   | Vénusz Szépségszalon             | Vénus beauté (Institut)     |
| 5       | 1   | Az én szép kis vállalkozásom     | Ma petite entreprise        |
| 5       | 0   | A lápvidék gyermekei             | Les enfants du marais       |
| 4       | 1   | Karácsonyi kavarodás             | La bûche                    |
| 4       | 0   | Kelet–Nyugat                     | Est-Ouest                   |
| 3       | 0   | Sachs betegsége                  | La maladie de Sachs         |
| 3       | 1   | Fel a fejjel!                    | Haut les cœurs !            |
| 3       | 0   | –––                              | Karnaval                    |
| 2       | 2   | Himalája – Az élet sója          | Himalaya, lenfance dun chef |
| 2       | 2   | –––                              | Voyages                     |
| 2       | 1   | –––                              | Rembrandt                   |
| 2       | 0   | –––                              | La dilettante               |
| 2       | 0   | Talán                            | Peut-être                   |